# Astrophytum asterias
Astrophytum asterias là một loài xương rồng thuộc chi Astrophytum, và có nguồn gốc từ các vùng nhỏ của Texas ở Hoa Kỳ và Mexico. Tên thường gặp bao gồm xương rồng đô la cát, xương rồng nhím biển, xương rồng sao và peyote dạng sao. Ở Việt Nam người ta có thể gọi là bánh bao, hay tên rút gọn là aster

## Sự miêu tả

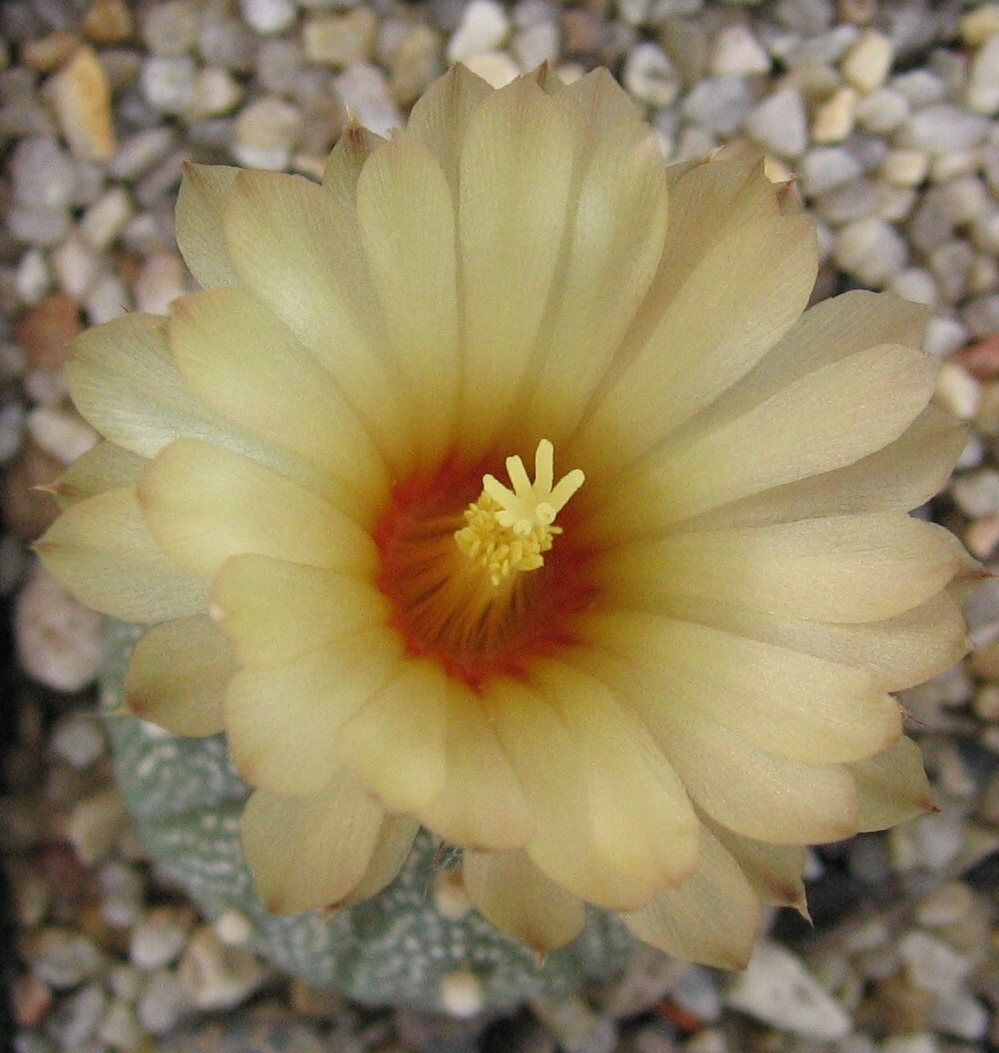
Hoa Astrophytum asterias

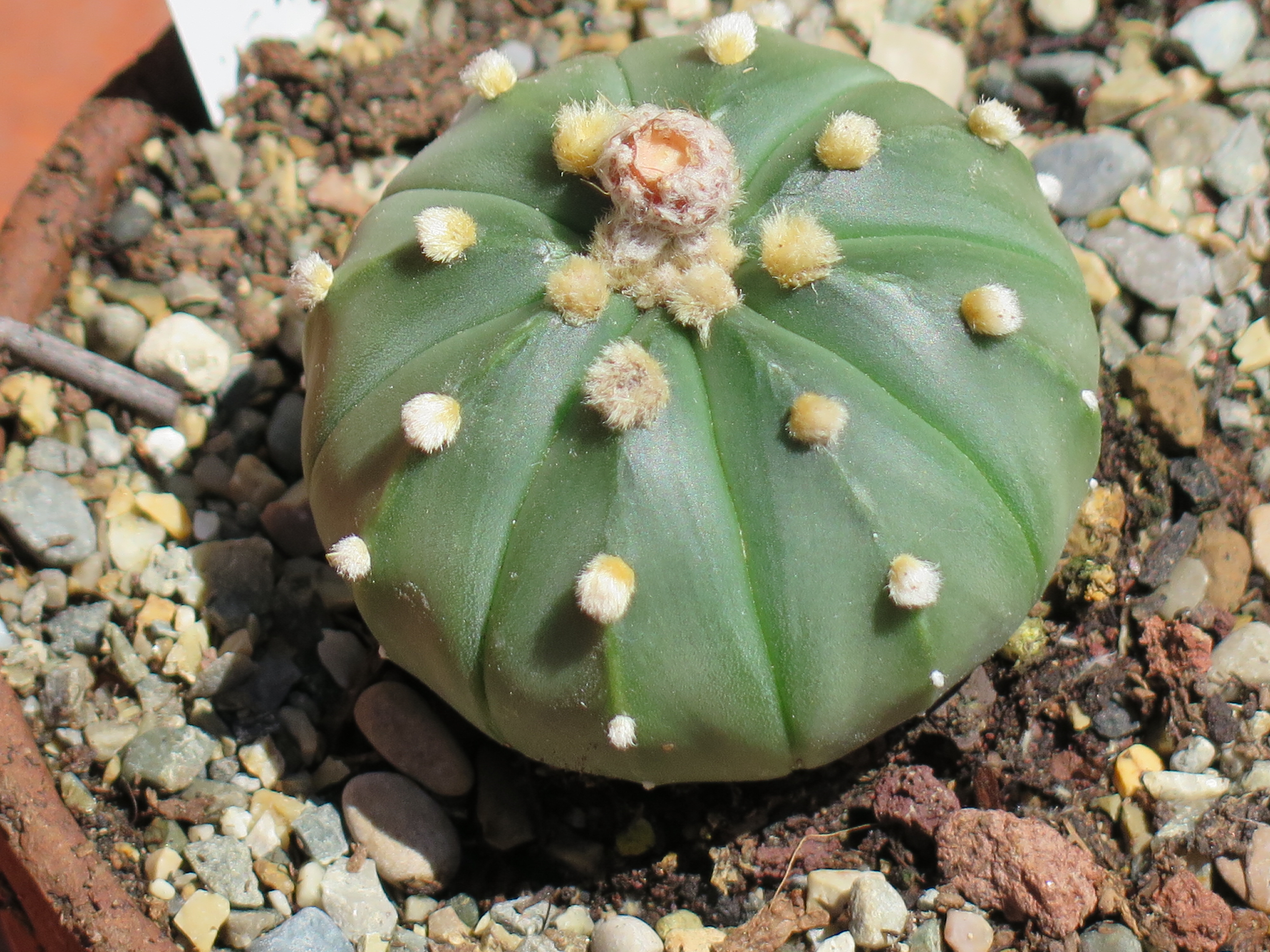
Astrophytum asterias dạng nudum

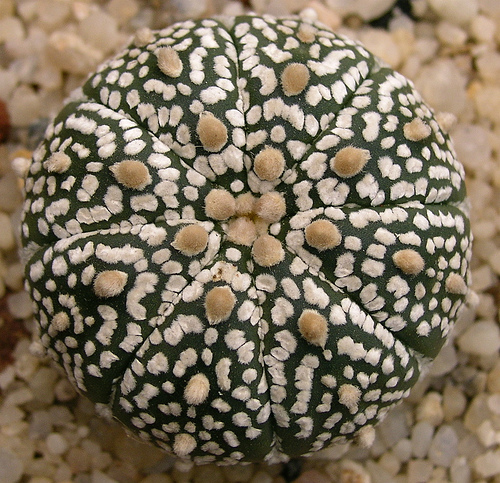
Astrophytum asterias dạng 'Super Kabuto'

A. asterias (còn được gọi là xương rồng sao / aster) có dạng nhỏ, tròn, không có gai và thấp lùn, có thể cao từ 2.5 đến 6 cm và đường kính từ 5 đến 15 cm. Dạng cây hình cầu dẹp, có thể chia thành 7 - 10 phần, được gọi là múi; ở giữa mỗi múi có các đốm lông. Cơ thể có màu nâu xanh và có thể xuất hiện lốm đốm từ lớp phủ vảy trắng (trichomes). Hoa của nó có màu vàng với phần gốc màu đỏ và các phần bên ngoài phủ lông. Quả hình bầu dục, quả chưa chính có màu xanh, quả chín màu hồng, bên ngoài được bao phủ bởi những sợi lông như ở hoa.

## Miêu tả Sinh học
Sinh sản diễn ra thông qua việc thụ phấn chéo; xương rồng aster đạt đến tuổi trưởng thành sau một vài năm, thường là đã đạt được 3 – 4 cm. Cây ra hoa từ tháng 3 đến tháng 6 (là mùa hè trong môi trường sống tự nhiên của nó) và kết trái từ tháng 4 đến tháng 6; có nhiều yếu tố giúp thụ phấn chưa xác định rõ, nhưng được cho là nhờ côn trùng. Cây này có kiểu hình rất giống với cây Euphorbia obesa nhưng không liên quan, Cây E. obesa mặc dù là một loại cây mọng nước, không phải là một cây xương rồng. Nó là họ Mủ đục.

## Phân bố và môi trường sống
Xương rồng aster có nguồn gốc từ thung lũng Rio Grande ở Texas ở Hoa Kỳ  và ở các bang Nuevo León và Tamaulipas thuộc Mexico, và ở phía đông dãy núi Sierra Madre Oriental.
Trước đây cây phân bố rộng, ngày nay chỉ giới hạn ở một khu vực khoảng 200 mẫu tại Texas, nơi có khoảng 2.000 cá thể, và một vài địa điểm nhỏ ở Tamaulipas. Hiện tại loài này chen lẫn với cây bụi gai, hoặc vùng đồi đất đá; dù trước đây nó đã chiếm những đồng cỏ bằng phẳng, màu mỡ hơn để phát triển. Nó có lẽ đã biến mất ở Nuevo León.

## Nuôi trồng
Xương rồng Sand Dollar đã trở thànhcây trồng trong nhà  từ những năm 1840, giống như các thành viên khác trong chi của nó và mặc dù rất hiếm trong tự nhiên. Cây này dễ dàng được nhân giống từ hạt, cũng như hầu hết các cây khác trong vườn ươm, đều được gieo từ hạt. Sự phổ biến của loài này là do các nhà sưu tập và những người đam mê cây nhân ra thành giống cây trồng có sẵn. Có một dạng là 'Super Kabuto', một giống được nhân có chủ đích, có lớp lông tập hợp thành các điểm lớn, dày đặc, được sắp xếp theo hoạt tiết rất bắt mắt.

## Sự bảo tồn

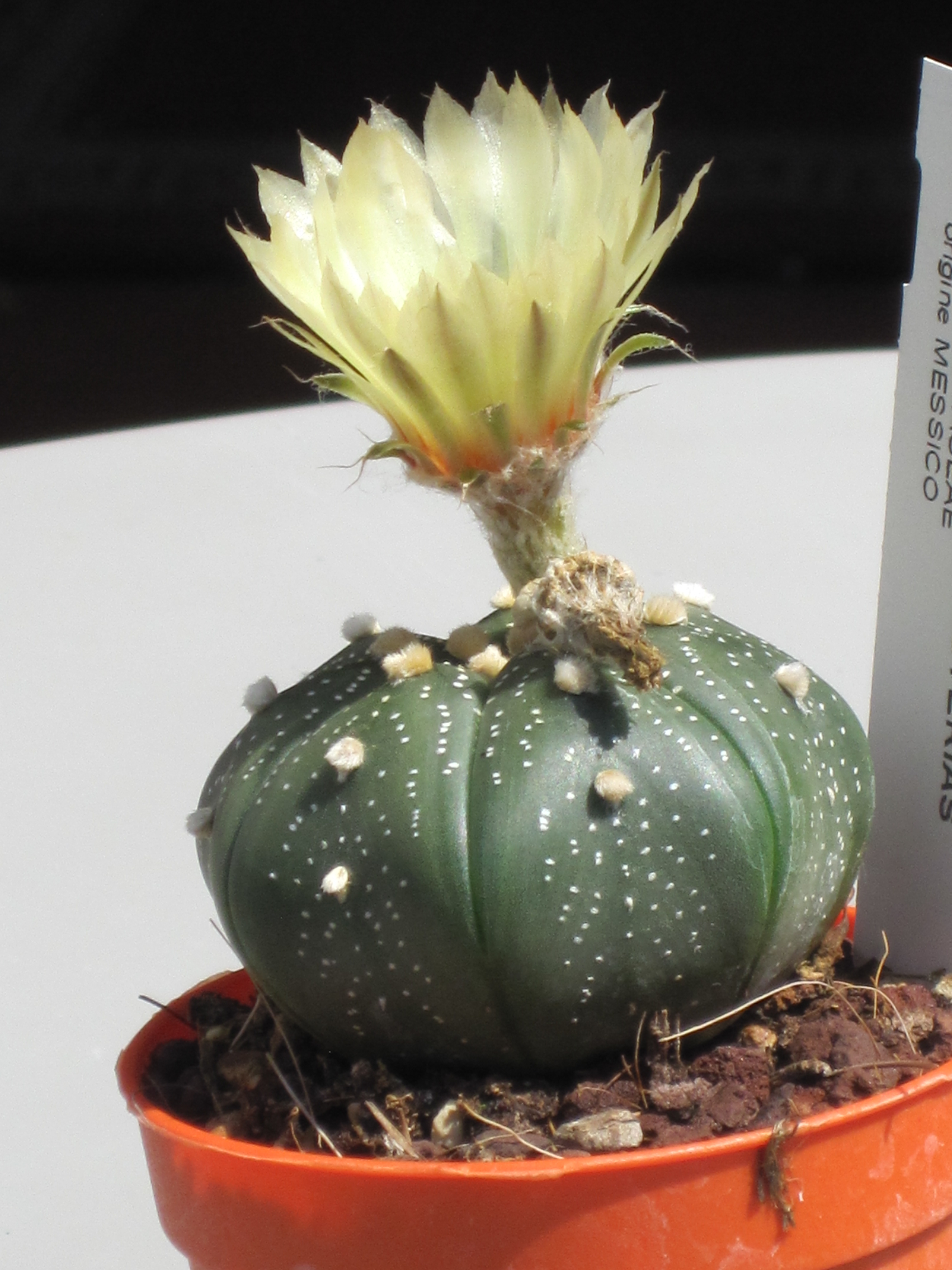
Astrophytum asterias with flower

Cũng như một số cây xương rồng phát triển chậm khác, A. asterias được liệt kê là có nguy cơ tuyệt chủng bởi Dịch vụ Cá và Động vật hoang dã Hoa Kỳ, cây này dễ bị tổn thương nằm trong Danh sách đỏ của Liên minh Bảo tồn Thiên nhiên Quốc tế, và bị quản lý nghiêm trọng bởi tổ chức The Nature Bảo thủ. được liệt kê trong Phụ lục I của Công ước về buôn bán quốc tế các loài động vật và thực vật hoang dã có nguy cơ tuyệt chủng (CITES), có nghĩa là thu thập và khai thác cây hoang dã bị cấm mua bán giao dịch. Bất chấp sự bảo vệ này, các nhà sưu tập bất hợp pháp vẫn tiếp tục đe dọa tương lai của loài này. và sự suy giảm số lượng của nó trong tự nhiên chủ yếu là do thu thập và săn trộm quá mức. Nó đôi khi vô tình bị săn nhầm do nhầm lần với cây peyote vì kiểu hình tương tự (Lophophora williamsii). Các yếu tố khác được cho ảnh hưởng là sự phát triển đô thị và thuốc diệt cỏ. Sự hủy hoại môi trường sống đã và vẫn là nguyên nhân chính dẫn đến sự suy giảm ở loài này; một diện tích rộng lớn đã được chuyển đổi sang làm đất nông nghiệp và xây dựng đường bộ. Ở Texas, các kỹ thuật phát quang bụi cơ học và hóa học cùng với sự ra đời của các loại cỏ xâm lấn đã có những tác động tàn phá đến loài này.
Dịch vụ Cá và Động vật hoang dã Hoa Kỳ đã soạn thảo bản Kế hoạch phục hồi trong nỗ lực bảo đảm tương lai của loài này. Kế hoạch phục hồi nhấn mạnh sự cần thiết phải bảo vệ các quần thể hiện có của aster, thực hiện nghiên cứu về các quần thể mới và để xây dựng một thỏa thuận bảo tồn chính thức giữa Hoa Kỳ và Mexico.